# Jacinthe Couture
Marie Jeanne Henriette Jacinthe Couture, née le 4 novembre 1950 à Saint-Gédéon, est une professeure et une pianiste québécoise. Détentrice de plusieurs prix prestigieux, elle se produit en concert en Europe, aux États-Unis et au Canada. Outre cela, elle consacre une partie de sa carrière à l'enseignement dans des institutions en Amérique de Nord et en Europe.

## Biographie

### Formation
Native du Saguenay–Lac-Saint-Jean, Jacinthe Couture commence ses études musicales auprès de sa mère. En 1964, elle reçoit une bourse d’études pour le camp musical du Mont Orford offerte par les JMC (Jeunesses Musicales Canada). Alors âgée de 16 ans, elle représente sa région, le Saguenay–Lac-Saint-Jean, à la finale des Festivals de musique du Québec, ceci après avoir reporté une bourse pour s'être classée première dans la catégorie des 16 ans et moins lors de la finale de sa région.
En 1967, elle poursuit sa formation pianistique à l’Université Laval où elle entreprend une maîtrise en musique, avec les professeurs Robert Weisz et Anna-Marie Globenski, qu'elle termine en 1971. Elle obtient, à la suite de sa participation au Concours de musique du Canada, une bourse du ministère de l’Éducation du Québec qui lui permet d’aller étudier à l’Université de l'Indiana à Bloomington. De 1972 à 1975, c’est dans cet établissement, auprès d’enseignants tels que György Sebök, Josef Gingold et János Starker, qu’elle complète un « Artist Diploma ». Dans cette même université, en 1978, elle parfait sa formation au côté de Julius Herford avec qui elle suit des cours d’interprétation.
D’autre part, elle reçoit plusieurs premiers prix dans des concours tels que le Concours de l’Orchestre symphonique de Montréal (1973), le Concours national de la SRC (Société Radio-Canada) (1974), le Chicago Civic Orchestra Competition (1974) et le Concours du Prix d’Europe (1974),. En 1994, puis en 2013, elle fait partie du jury de ce concours,.

### Carrière
En 1976, Jacinthe Couture devient professeure adjointe de György Sebök à l’Académie Sibelius en Finlande. Après coup, entre 1976 et 1978, elle enseigne à l’Université du Massachusetts à Amherst. En supplément à ceci, elle enregistre 12 x 12 : fugues pour piano du compositeur canadien Harry Somers entre 1975 et 1977. Subséquemment, elle enseigne à l’Université de Montréal. D'autre part, elle offre des classes d’interprétation à travers le Canada et les États-Unis. Elle participe à quelques saisons artistiques du Centre d’Arts Orford en tant que pédagogue et interprète,. Elle clôt sa carrière de pédagogue au Conservatoire de musique de Saguenay, aussi appelé Conservatoire de Musique du Québec à Chicoutimi, où elle a occupé le poste d’enseignante pendant 24 ans.
En plus de l’enseignement, Jacinthe Couture se produit en récital en Europe, aux États-Unis ainsi qu’au Canada. Elle est accompagnée par des orchestres tels que l’Orchestre de la Radio-télévision belge, l’Orchestre symphonique de Montréal, le Chicago Civic Orchestra, l’Orchestre symphonique de l’Atlantique et l’Orchestre de chambre de Vancouver. Elle performe avec des ensembles comme I Musici de Montréal, le Swiss Chamber Players, le Chamber Music Institute de Waterloo et le Quatuor Québec. De plus, lors de certains projets, elle partage la scène avec entre autres Janos Starker, Christopher Bunting, Lorand Fenyves, Chantal Juillet, Marie-Danielle Parent, James Campbell, Gary Hoffman, Robert Aitken, Hatto Beyerle, Gérard Poulet et Bruno Pasquier,,.

## Prix et distinctions
- 1973 : Concours de l'Orchestre symphonique de Montréal[5]
- 1974 : Concours national de la SRC (Société Radio-Canada)[6]
- 1974 : Chicago Civic Orchestra Competition[4]
- 1974 : Concours du Prix d'Europe[7]

## Discographie
- Harry Somers : Piano Music (Couture, Godden, Helmer, Kubalek, McKay, Quinton, Savoie, Zusko)[10]